# 政治罗盘

政治倾向组织提出的测试图

政治罗盘、政治指南针或政治取向圖是一個有關政治光譜的模型，透過不同的層面，用以標示及整理不同的政治思想。這可以作為從法國大革命開始沿用了200多年的左右翼分野制度的代替品。

## 外部連結
- 政治羅盤 （页面存档备份，存于）